# Atletica leggera ai Giochi della XXXI Olimpiade - 5000 metri piani femminili

Video della Finale

I 5000 metri piani hanno fatto parte del programma femminile di atletica leggera ai Giochi della XXXI Olimpiade. La competizione si è svolta nei giorni 16 e 19 agosto allo Stadio Nilton Santos di Rio de Janeiro.

## Presenze ed assenze delle campionesse in carica
Per i campionati europei si considera l'edizione del 2014.
| Competizione         | Atleta             | Prestazione | Rio 2016   |
| -------------------- | ------------------ | ----------- | ---------- |
| Olimpiadi 2012       | Meseret Defar      | 15'04"25    | Assente    |
| Commonwealth 2014    | Mercy Cherono      | 15'07”21    | Presente   |
| Europei 2014         | Meraf Bahta        | 15'31”39    | Assente    |
| Asiatici 2014        | Maryam Yusuf Jamal | 14'59”69    | Ritirata   |
| Panamericani 2015    | Juliana dos Santos | 15'45”97    | Assente    |
| Africani 2015        | Margaret Kipkemboi | 15'30”15    | Non qual.  |
| Mondiali 2015        | Almaz Ayana        | 14'26”83    | Presente   |
|                      |                    |             |            |
| Mondiali junior 2012 | Buze Diriba        | 15'32”94    | Non selez. |

## La gara
Ai Mondiali di Pechino (2015) le tre ragazze etiopiche hanno occupato tutti i gradini del podio. A Rio sono confermate due su tre: Almaz Ayana e Senbere Teferi. 

Le keniote erano finite quarta, quinta e sesta. Di loro è rimasta solo Mercy Cherono; Vivian Cheruiyot, seconda ai Giochi di Londra 2012, torna a rappresentare il proprio Paese dopo l'assenza a Pechino. La terza è Hellen Obiri.

Ecco come le keniote mettono in atto il loro piano di rivincita: rimangono dietro le etiopiche e nel finale di gara lanciano la volata. Il loro compito è facilitato dal fatto che delle tre etiopiche si pone in testa al gruppo la più stanca, Almaz Ayana. Ha già corso i 10000 dove ha realizzato un fantastico record del mondo (12 agosto), poi non si è risparmiata nella batteria (15'04”35 con la Cheruiyot comoda terza).

La Cheruiyot e Hellen Obiri superano la Ayana ad un giro dalla fine e s'involano verso il traguardo (Mercy Cherono invece non riesce a fare il cambio di ritmo e rimane dietro la Ayana). Nella lotta tra Cheruiyot e Hellen Obiri prevale la prima, che vince con oltre due secondi di vantaggio.

Le keniote si aggiudicano il primo, il secondo e quarto posto.
Le etiopiche ottengono il terzo, il quinto e il 14º posto.

## Risultati

### Batterie
Qualificazione: i primi 5 di ogni batteria (Q) e i successivi 5 migliori tempi.

#### Batteria 1
| Posizione | Atleta                    | Nazionalità    | Tempo    | Note |
| --------- | ------------------------- | -------------- | -------- | ---- |
| 1         | Hellen Onsando Obiri      | Kenya          | 15'19"48 | Q    |
| 2         | Yasemin Can               | Turchia        | 15'19"50 | Q    |
| 3         | Mercy Cherono             | Kenya          | 15'19"56 | Q    |
| 4         | Shelby Houlihan           | Stati Uniti    | 15'19"76 | Q    |
| 5         | Susan Kuijken             | Paesi Bassi    | 15'19"96 | Q    |
| 6         | Madeline Heiner Hills     | Australia      | 15'21"33 | q    |
| 7         | Miyuki Uehara             | Giappone       | 15'23"41 | q    |
| 8         | Ababel Yeshaneh           | Etiopia        | 15'24"38 | q    |
| 9         | Juliet Chekwel            | Uganda         | 15'29"07 |      |
| 10        | Laura Whittle             | Regno Unito    | 15'31"30 |      |
| 11        | Louise Carton             | Belgio         | 15'34"39 |      |
| 12        | Kim Conley                | Stati Uniti    | 15'34"39 |      |
| 13        | Jessica O'Connell         | Canada         | 15'51"18 |      |
| 14        | Lucy Oliver               | Nuova Zelanda  | 15'53"77 |      |
| 15        | Sharon Firisua            | Isole Salomone | 18'01"62 |      |
| 16        | Beatrice Kamuchanga Alice | RD del Congo   | 19'29"47 |      |
|           | Dalila Aldulkadir         | Bahrein        | NP       |      |

#### Batteria 2
| Posizione | Atleta                    | Nazionalità   | Tempo    | Note |
| --------- | ------------------------- | ------------- | -------- | ---- |
| 1         | Almaz Ayana               | Etiopia       | 15'04"35 | Q    |
| 2         | Senbere Teferi            | Etiopia       | 15'17"43 | Q    |
| 3         | Vivian Cheruiyot          | Kenya         | 15'17"74 | Q    |
| 4         | Karoline Bjerkeli Grøvdal | Norvegia      | 15'17"83 | Q    |
| 5         | Eilish McColgan           | Regno Unito   | 15'18"20 | Q    |
| 6         | Eloise Wellings           | Australia     | 15'19"02 | q    |
| 7         | Genevieve LaCaze          | Australia     | 15'20"45 | q    |
| 8         | Stephanie Twell           | Regno Unito   | 15'25"90 |      |
| 9         | Misaki Onishi             | Giappone      | 15'29"17 |      |
| 10        | Mimi Belete               | Bahrein       | 15'29"72 |      |
| 11        | Andrea Seccafien          | Canada        | 15'30"32 |      |
| 12        | Ayuko Suzuki              | Giappone      | 15'41"81 |      |
| 13        | Stella Chesang            | Uganda        | 15'49"80 |      |
| 14        | Jennifer Wenth            | Austria       | 16'07"02 | q    |
| 15        | Nikki Hamblin             | Nuova Zelanda | 16'43"61 | q    |
| 16        | Abbey D'Agostino          | Stati Uniti   | 17'10"02 | q    |
| –         | Bibiro Ali Taher          | Ciad          | Rit.     |      |

### Finale
| Record mondiale      | Tirunesh Dibaba | 14'11"15 | Oslo   | 6 giugno 2008     |
| Record olimpico      | Gabriela Szabó  | 14'40"79 | Sydney | 25 settembre 2000 |
| Capolista stagionale | Almaz Ayana     | 14'12"59 | Eugene | 2 giugno 2016     |

Sabato 19 agosto, ore 21:40.
| Pos.    | Atleta               | Età | Nazione       | Tempo    | Note |
| ------- | -------------------- | --- | ------------- | -------- | ---- |
| Oro     | Vivian Cheruiyot     | 33  | Kenya         | 14'26"17 |      |
| Argento | Hellen Onsando Obiri | 27  | Kenya         | 14'29"77 |      |
| Bronzo  | Almaz Ayana          | 25  | Etiopia       | 14'33"59 |      |
| 4       | Mercy Cherono        | 25  | Kenya         | 14'42"89 |      |
| 5       | Senbere Teferi       | 21  | Etiopia       | 14'43"75 |      |
| 6       | Yasemin Can          | 20  | Turchia       | 14'56"96 |      |
| 7       | Karoline Grøvdal     | 26  | Norvegia      | 14'57"53 |      |
| 8       | Susan Kuijken        | 30  | Paesi Bassi   | 15'00"69 |      |
| 9       | Eloise Wellings      | 34  | Australia     | 15'01"59 |      |
| 10      | Madeline Hills       | 29  | Australia     | 15'04"05 |      |
| 11      | Shelby Houlihan      | 23  | Stati Uniti   | 15'08"89 |      |
| 12      | Genevieve LaCaze     | 27  | Australia     | 15'10"35 |      |
| 13      | Eilish McColgan      | 26  | Gran Bretagna | 15'12"09 |      |
| 14      | Ababel Yeshaneh      | 25  | Etiopia       | 15'18"26 |      |
| 15      | Miyuki Uehara        | 21  | Giappone      | 15'34"97 |      |
| 16      | Jennifer Wenth       | 25  | Austria       | 15'56"11 |      |
| 17      | Nikki Hamblin        | 28  | Nuova Zelanda | 16'14"24 |      |
|         | Abbey D'Agostino     | 24  | Stati Uniti   | NP       |      |